# Calle Ciegos
La calle Ciegos (también conocida como Callejón de los Ciegos) es una calle situada dentro de las bodegas de González Byass, en el centro de Jerez de la Frontera. Es conocida por su emparrado.

## Descripción
Lo que más destaca de esta calle son las parras vírgenes que la cubren (aproximadamente una superficie de 314 metros cuadrados), que crean un juego de luces y sombras por el día. Algunas de estas parras son centenarias. En otoño, la parra despliega colores más naranjas y rojos, y durante el invierno pierde sus hojas, que recupera en primavera.  
A cada lado de la calle encontramos cascos bodegueros de planta baja, con paredes encaladas, portones de madera y ventanas enrejadas. La piedra de su suelo de la calle es la piedra de granito que los barcos de mercancía que llegaban a la Bahía de Cádiz a por vino utilizaban como lastre. Al final de la calle se encuentra la Catedral.

## Historia

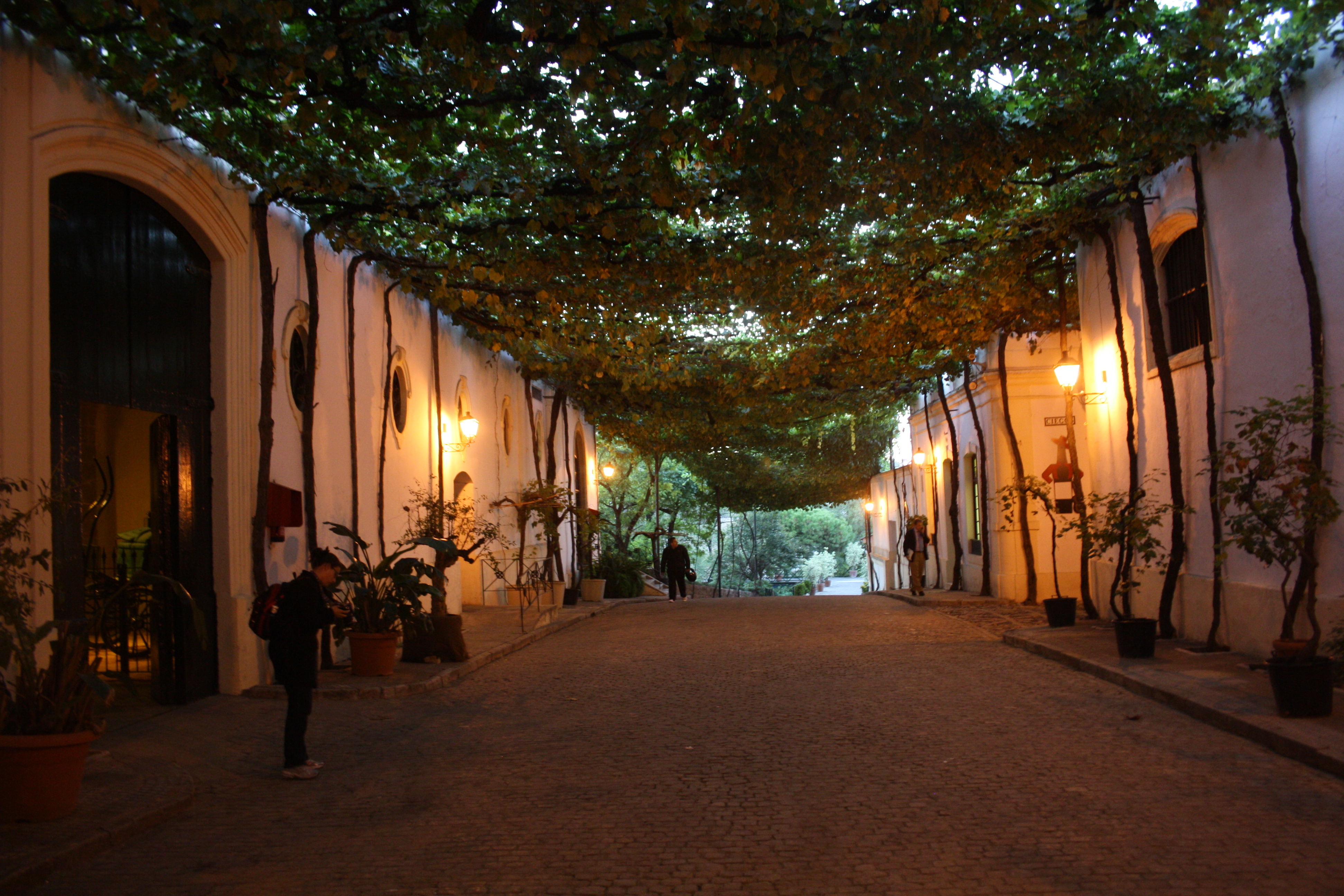
La calle Unión, similar a la calle Ciegos.

La primera mención encontrada sobre la calle es del año 1589, con el mismo nombre que hoy en día posee. Éste probablemente se deba a la existencia de una casa, asilo o escuela para ciegos en la calle, aunque no existe documentación que pueda confirmarlo. Antes de instalarse los cascos de bodega en la calle, allí se encontraba el cementerio de La Colegial. En la segunda mitad del siglo XIX, el Ayuntamiento de Jerez de la Frontera llega a un acuerdo con la empresa González Byass, por la que éste le cede la calle, junto a la calle Cazorla Alta y la calle Unión.
En 2024, la calle Cadenas fue también emparrada, como iniciativa del grupo 'Los Emparrados', extendiéndose esta tendencia por otros lugares del centro de la ciudad fuera de la bodega.

## Aparición en los medios
En 2018, el periódico El Mundo la consideró la séptima calle más bonita de España. Posteriormente, en 2022, el portal inmobiliario británico GetAgent la destacó como la 31.ª más bonita del mundo, según un estudio basado en inteligencia artificial, y en 2023, la revista Architectural Digest la nombró una de las 53 calles más bonitas del mundo. En 2024, la revista Condé Nast Traveler la calle como una de las 71 más bonitas, y la revista Viajar (del grupo Prensa Ibérica) la incluyó en un listado de 15 calles "que hay que pasear, al menos, una vez en la vida".
En julio de 2023 la calle apareció en la sección de viajes de El País, que la incluyó en un listado de calles con mecanismos para combatir las altas temperaturas.